# اچ‌ام‌اس اینویسیبل (آر۰۵)
اچ‌ام‌اس اینویسیبل (آر۰۵) (به انگلیسی: HMS Invincible (R05)) یک کشتی بود که طول آن ۶۸۹ فوت (۲۱۰ متر) بود. این کشتی در سال ۱۹۷۷ ساخته شد.